# Amphibolia laevis
Amphibolia laevis är en isörtsväxtart som först beskrevs av William Aiton, och fick sitt nu gällande namn av Franz Xaver von Hartmann. Amphibolia laevis ingår i släktet Amphibolia och familjen isörtsväxter. Inga underarter finns listade i Catalogue of Life.